# Братя Алексови
Георги, Атанас и Стоян Димитрови Алексови или Алексиеви са видни български майстори камбанолеяри, братя от Македония от XIX век.

## Биография
Родени са в Горно Броди, Сярско, тогава в Османската империя. Семействата от рода Алексови са известни леяри на камбани, свещници, полилеи за черкви, иконостаси и други. В едно свое писмо до Васил Стоянов Йоаким Груев му съобщава за майстор Атанас от Горно Броди, който леел звонове и правел големи часовници. Работилницата на братя Алексови в Горно Броди се нарича Алексова кузня и в нея братята изработват известните си камбани, часовникови и други механизми.
В 1898 година братята Георги и Атанас Алексови правят камбаната на църквата „Свети Архангели“ в Хасково. Върху голямата камбана с диаметър 75 сантиметра се чете надписът: „Направили братя Георги и Атанасъ Д. Алексови от с. Г. Броди Сѣреско 1898 г.“ В същата година правят и камбаната в църквата „Света Параскева“ в Скребатно.
В края на XIX век братята Георги и Стоян Алексови изработват две камбани за камабанарията на църквата „Свети Георги“ в Горно Уйно, за чието изливане са дарени пиринчени звънци и сребърни пафти от местните жители.
Братята Ст. и Хр. Алексови изработват камбаната за църквата в Приморско в края на XIX век, която много по-късно е поставена в църквата „Рождество Христово“ в столичния квартал Младост.
В 1900 година братя Алексови изливат камбаната за църквата „Света Петка“ в Таваличево, която тежи 138 килограма. В същата година братя Алексови даряват две камбани за църквата „Свети Никола“ в неврокопското село Ковачевица.
Георги и Стоян Алексови са автори на черковната камбана на голямата възрожденска църква „Свети Илия“ в Горочевци. На камбаната се чете надписът: „Направена с помощта на населението за храм Св. Пророк Илия с. Горочевци 12 октомври 1904 г. леари братя Георги и Стоян Алексови с. Горно Броди Сереска околия Македония“. Атанас Алексов е автор на камбаната в църквата „Свети Николай“ в Жеравна, излята в 1922 година.
През 1922 година майстор Атанас Алексов отлива на място камбаната за черквата „Свето Вознесение“ в несъществуващото днес с. Живовци, Монтанско (изселено през 1968 г., поради строителството на язовир „Огоста“). След изселването на селото, камбаната е демонтирана от камбанарията и пренесена в Лопушанския манастир, в който се намира и в момента и е все още действаща. Тя е най-голямата камбана в манастира.
Братя Алексови се установяват в София за известно време, от където приемат много поръчки за изработка на камбани за страната и извън нея. В 1918 година Атанас и Стоян Алексови изработват камбана, тежаща 200 килограма за църквата „Свети Димитър“ в Каяджик.
Малко по-късно в София пристига и Георги в 1921 година. Активната изработка на камбани продължава до 1961 година. Последни представители на рода, които работят в Синодалната леярна са Атанас Алексов и синовете му Борис и Никифор Митреви.
Дело на братя Алексови е камбаната, тежаща 130 килограма в църквата „Свети Никола“ в Долна Вереница.
През 1902 година братя Алексови изработват голяма и малка камбана за църквата „Свети Никола“ в село Долен, Неврокопско. На голямата камбана пише: „На храма „Св. Никола“ с. Доленъ 1902 г.оки 200. Изработили братие Алексови отъ с. Г. Броди“. На малката камбана пише следното: „На храма „Св. Никола“ с. Доленъ 1902 оки 92“. В килограми голямата камбана тежи 256 kg, а малката 118 kg.
След 1940 година (годината на обявяване на Устово за град) Стоян Д. Алексов специално отлива голяма камбана за църквата „Свети Николай“. В раменния пояс на камбаната има църковнославянски надпис: „Благовествуй земле радост велiю хвалите небеса божию слав“ и три осемъгълни розети. В централната част на камбаната има иконическите изображения на Света Богородица Троеручица, Христос Вседържител и Свети Николай, посветителски надпис „На храма св. Никола Чудотворец гр. Устово Смолянско“ и фирмен щемпел „Камбанолеяри – София - Ст. Д. Алексиевъ и синове“. Над тях и обърнат към тях има фриз от геометрични и растителни орнаменти. В долния пояс има място за теглото, отбелязано с „кгр“ и ред от осмоъгълни розети. Зоните на камбаната са отделени с хоризонтални релефни линии.